# 大林大学校
座標: 北緯37度24分14.7秒 東経126度55分49.5秒 / 北緯37.404083度 東経126.930417度
大林大学校（テリムだいがっこう、朝鮮語: 대림대학교、英語: Daelim University College）は、大韓民国の京畿道安養市東安区にある私立大学。

## 概要
DLグループに属し、DLグループを中心に卒業生を送り込んでいる。DLグループには、上場企業のDLホールディングスやDLケミカル、DLモータースなどが名を連ねる。

## 年表
- 1978年 - 大林工業専門学校創設。
- 1979年 - 大林工業専門学校設置。
- 1990年 - 大林専門大学に改変。
- 1998年 - 大林大学に名称変更。
- 2011年 - 大林大学校に名称変更。

## 学部
- エンジニアリング学科
- 人間社会科学
- 芸術学科
- 自然科学学科

## 国際交流協定大学
- 大阪国際大学

## 交通アクセス
- 韓国鉄道公社（KORAIL）京釜線安養駅より徒歩12分。